# Shirley Babashoff
Shirley Frances Babashoff (Whittier (Califórnia), 31 de janeiro de 1957) é uma ex-nadadora norte-americana, ganhadora de oito medalhas nos Jogos Olímpicos, sendo duas de ouro.
Nas Olimpíadas de Montreal em 1976, ganhou três medalhas de prata e uma medalha de ouro no revezamento 4x100m livres, apesar da competição ter sido dominada pelas nadadoras da Alemanha Oriental. Embora Babashoff nunca tenha ganho uma medalha de ouro individual nas Olimpíadas, ela é considerada uma das principais nadadoras da história, e é lembrada pelo ouro nos 4x100 metros livres, em sua vitória sobre o time dopado da Alemanha. Jill Sterkel, Kim Peyton, Wendy Boglioli e Babashoff realizaram uma grande virada e estabeleceram um recorde mundial no processo. 
Babashoff foi ocasionalmente referida como "Surly Shirley" e descrita como uma "má perdedora" pela mídia, por causa de suas acusações públicas de trapaça através de doping usado pelos nadadores da Alemanha Oriental. Mais tarde foi provado que muitos atletas da Alemanha Oriental estavam usando drogas para melhorar o desempenho.
Em 1982, ela foi introduzida no International Swimming Hall of Fame. Após a sua carreira, Babashoff teve um filho em 1986, que ela criou sozinha, e se tornou um carteiro do Serviço Postal dos Estados Unidos, em Orange County, na Califórnia.
Em 30 de abril de 2005, Shirley Babashoff recebeu a Ordem Olímpica, a mais alta condecoração do Movimento Olímpico. Bob Ctvrtlik, Anita DeFrantz e Jim Easton, membros do Comitê Olímpico Internacional, apresentaram o prêmio. O COI estabeleceu a Ordem Olímpica em 1974 para homenagear pessoas que têm ilustrado os ideais olímpicos através de suas ações, que alcançaram o mérito notável no mundo do desporto, ou que tenham prestado relevantes serviços à causa olímpica, quer através das suas próprias realizações pessoais ou as suas contribuições para o desenvolvimento do desporto.
Seu irmão, Jack Babashoff, foi o vencedor da medalha de prata nos 100 metros livres de natação na Olimpíada de Montreal em 1976. Sua irmã, Debbie Babashoff, também é uma nadadora. Shirley foi da Fountain Valley High School, em Fountain Valley, Califórnia, onde uma de suas colegas era a conhecida atriz Michelle Pfeiffer.
Babashoff foi recordista mundial dos 200 metros livres em 1972 e entre 1974 e 1975; dos 400 metros livres entre 1974 e 1976; dos 800 metros livres em 1976; além de recordes mundiais batidos pelo revezamento dos EUA.